# Takuya Izawa
Takuya Izawa (jap. 伊沢 拓也, Izawa Takuya; * 1. Juni 1984 in der Präfektur Tokio) ist ein japanischer Automobilrennfahrer. Er startete von 2008 bis 2015 in der Super Formula (Formel Nippon).

## Karriere
Izawa begann seine Motorsportkarriere 1995 im Kartsport, in dem er bis 2001 aktiv war. 2002 wechselte er in den Formelsport und wurde Fünfter in der japanischen Formel 4. Außerdem trat er zu zwei Rennen der deutsche Formel Renault an. 2003 fuhr Izawa parallel in Japan und Europa. In Japan wurde Fünfter der japanischen Formel Dream. In Europa startete er in der deutschen Formel Renault, die er auf dem siebten Gesamtrang beendete, und im Formel Renault 2.0 Eurocup, in dem er ohne Punkte blieb. Außerdem nahm Izawa an einigen Rennen der niederländischen Formel Renault teil.
Bis auf zwei Starts in der deutschen Formel Renault trat Izawa in den nächsten zwei Jahren nur in der japanischen Formel Dream an. Nachdem er 2004 den dritten Gesamtrang belegt hatte, wurde er 2005 Vierter. 2006 wechselte Izawa in die japanische Formel-3-Meisterschaft, in der er zwei Jahre in Folge den sechsten Gesamtrang belegte. 2006 fuhr er für Honda Toda Racing, 2007 für das Honda Team Real. Während er in seiner ersten Saison zwei Siege erzielte, blieb er in seinem zweiten Jahr sieglos. 2007 debütierte Izawa zudem für Real Racing in einem Honda in der Super GT, der japanischen GT-Meisterschaft.
2008 wechselte Izawa in die Formel Nippon zum Autobacs Racing Team Aguri, die mit Honda-Motoren fuhren. Es gelang ihm auf Anhieb, seinen Teamkollegen Yūji Ide hinter sich zu lassen und er wurde mit einem vierten Platz als bestes Resultat Gesamtzehnter. Gegen Ide setzte er sich mit 19 zu 2 Punkten durch. Parallel startete er für das Autobacs Racing Team Aguri in einem Honda in der Super GT. Er teilte sich das Cockpit mit Ralph Firman. Die beiden standen dreimal auf dem Podium und belegten den achten Gesamtrang. 2009 wechselte Izawa in der Formel Nippon innerhalb der Honda-Rennställe zu Dandelion Racing. Ein zweiter Platz beim Saisonauftakt in Fuji war seine beste Platzierung. Er schloss die Saison auf dem achten Rang ab. Mit 14 zu 11 Punkten setzte er sich intern gegen Richard Lyons durch. In der Super GT gewann Izawa zusammen mit Firman für das Autobacs Racing Team Aguri je ein Rennen in Fuji und Motegi. Die beiden erzielten 81 Punkte und wurden Vizemeister hinter André Lotterer und Juichi Wakisaka, die 88 Punkte erreicht hatten.

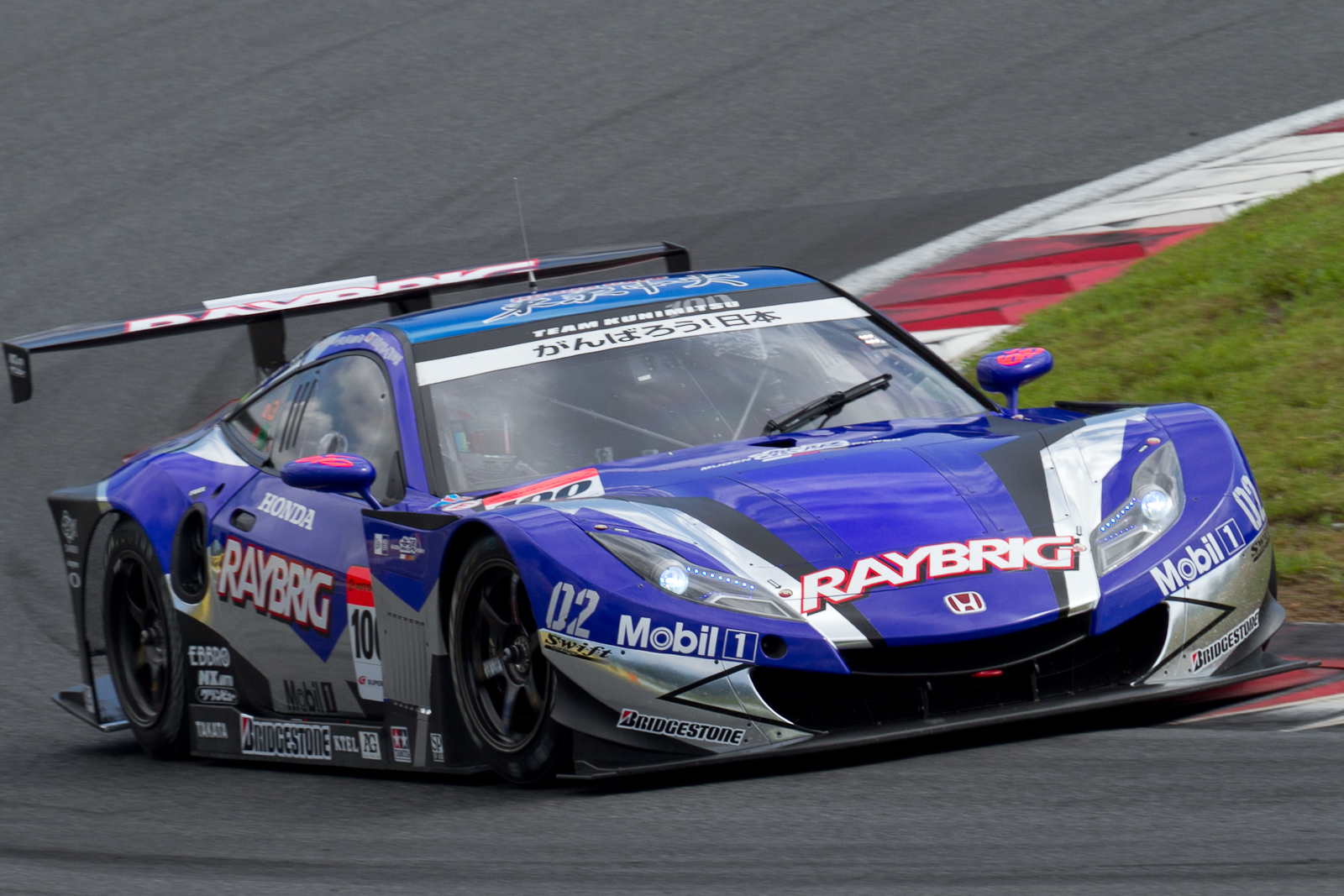
Izawa in der Super GT 2011

2010 wurde Loïc Duval, der Meister des Vorjahrs, sein neuer Formel-Nippon-Teamkollege bei Dandelion. Während Duval die Saison mit zwei Siegen und 39,5 Punkten als Dritter abschloss, wurde Izawa mit einem fünften Platz als bestes Ergebnis und sieben Punkten Elfter. In der Super GT wechselte Izawa in dieser Saison zum Team Kunimitsu. Er teilte sich das Fahrzeug mit Naoki Yamamoto. Die beiden schlossen die Saison mit zwei dritten Plätzen als beste Resultate auf dem achten Rang ab. 2011 bestritt Izawa für Dandelion Racing seine vierte Formel-Nippon-Saison. Mit einem vierten Platz als bestes Ergebnis lag er auf dem neunten Platz der Meisterschaft. Er verlor das teaminterne Duell gegen Kōdai Tsukakoshi mit 11 zu 26,5 Punkten. In der Super GT wurde Izawa zusammen mit Yamamoto ebenfalls Neunter. Die beste Platzierung der beiden war ein zweiter Platz.
2012 blieben Izawa und Tsukakoshi bei Dandelion in der Formel Nippon. Nach einem zweiten Platz in Autopolis gewann Izawa im Sportsland SUGO sein erstes Formel-Nippon-Rennen. Im weiteren Saisonverlauf folgten weitere Siege in Suzuka sowie bei dem nicht zur Meisterschaft zählenden Fuji Sprint Cup. In der Gesamtwertung verbesserte sich Izawa auf den dritten Gesamtrang, der seine beste Gesamtplatzierung darstellt. Teamintern unterlag er mit 41,5 zu 43 Punkten Tsukakoshi. Auf den Meister Kazuki Nakajima hatte Izawa einen Rückstand von 4,5 Punkten. In der Super GT wurde Izawa zusammen mit Yamamoto Fünfter. Die beiden hatten zwei zweite Plätze als beste Platzierungen erzielt. 2013 absolvierte Izawa seine sechste Saison in der Rennserie, die inzwischen in Super Formula umbenannt worden war, und trat erneut für Dandelion an. Mit einem Sieg beim Saisonauftakt in Suzuka beendete er die Saison als Siebter in der Fahrerwertung. Mit 15 zu 0 Punkten setzte er sich deutlich gegen seinen neuen Teamkollegen Hideki Mutō durch. In der Super GT erreichte Izawa zusammen mit Takashi Kogure den zehnten Gesamtrang. Die beiden gewannen das Rennen in Mimasaka. Darüber hinaus nahm Izawa 2013 an zwei Rennen der Tourenwagen-Weltmeisterschaft (WTCC) für das Honda Racing Team JAS teil.
2014 wechselte Izawa nach Europa und erhielt bei ART Grand Prix ein Cockpit in der GP2-Serie. Beim Hauptrennen in Mogyoród erreichte er als Dritter seine erste Podest-Platzierung. Während sein Teamkollege Stoffel Vandoorne mit 229 Punkten Zweiter in der Fahrerwertung wurde, schloss Izawa die Saison mit 26 Punkten auf dem 18. Platz ab. Zum Ende des Jahres kehrte er nach Japan zurück und nahm für Drago Corse an drei Rennen der Super-Formula-Saison 2014 und einem Super-GT-Rennen teil. 2015 erhielt Izawa bei Real Racing ein Cockpit in der Super Formula. Er beendete die Saison auf dem 13. Platz. Darüber hinaus trat er für das Team Kunimitsu in der Super GT an. Zusammen mit Yamamoto gewann er ein Rennen und die beiden wurden Meisterschaftsdritte.

## Statistik

### Karrierestationen
| - 1995–2001: Kartsport - 2002: Japanische Formel 4 (Platz 5) - 2002: Deutsche Formel Renault (Platz 37) - 2003: Japanische Formel Dream (Platz 5) - 2003: Deutsche Formel Renault (Platz 7) - 2003: Formel Renault 2.0 Eurocup - 2003: Niederländische Formel Renault (Platz 29) - 2004: Japanische Formel Dream (Platz 3) - 2004: Deutsche Formel Renault (Platz 36) - 2005: Japanische Formel Dream (Platz 4) - 2006: Japanische Formel 3 (Platz 6) | - 2007: Japanische Formel 3 (Platz 6) - 2007: Super GT (Platz 22) - 2008: Formel Nippon (Platz 10) - 2008: Super GT (Platz 8) - 2009: Formel Nippon (Platz 8) - 2009: Super GT (Platz 2) - 2010: Formel Nippon (Platz 11) - 2010: Super GT (Platz 8) - 2011: Formel Nippon (Platz 9) - 2011: Super GT (Platz 9) - 2012: Formel Nippon (Platz 3) | - 2012: Super GT (Platz 5) - 2013: Super Formula (Platz 7) - 2013: Super GT (Platz 10) - 2013: WTCC - 2014: GP2-Serie (Platz 18) - 2014: Super Formula - 2014: Super GT (Platz 18) - 2015: Super Formula (Platz 13) - 2015: Super GT (Platz 3) - 2016: Super Formula |

### Einzelergebnisse in der Formel Nippon/Super Formula
| Jahr | Team                         | Motor | 1   | 2   | 3   | 4   | 5   | 6   | 7   | 8   | 9   | 10  | 11  | Punkte | Rang |
| ---- | ---------------------------- | ----- | --- | --- | --- | --- | --- | --- | --- | --- | --- | --- | --- | ------ | ---- |
| 2008 | Autobacs Racing Team Aguri   | Honda | FU1 | SU1 | MO1 | OKA | SU2 | SU2 | MO2 | MO2 | FU2 | FU2 | SUG | 19     | 10.  |
| 2008 | Autobacs Racing Team Aguri   | Honda | DNF | 9   | 4   | 5   | 12  | DNF | DNF | 12  | 18  | 17  | 8   | 19     | 10.  |
| 2009 | Dandelion Racing             | Honda | FU1 | SU1 | MO1 | FU2 | SU2 | MO2 | AUT | SUG |     |     |     | 14     | 8.   |
| 2009 | Dandelion Racing             | Honda | 2   | 7   | DNF | DNF | 8   | 9   | 6   | 11  |     |     |     | 14     | 8.   |
| 2010 | Docomo Team Dandelion Racing | Honda | SU1 | MO1 | FU1 | MO2 | SUG | AUT | SU2 | SU2 | FU2 | FU2 |     | 7      | 11.  |
| 2010 | Docomo Team Dandelion Racing | Honda | 5   | 11  | 9   | 11  | 6   | DNS | 11  | 11  | 7   | 4   |     | 7      | 11.  |
| 2011 | Docomo Team Dandelion Racing | Honda | SU1 | AUT | FU1 | MO1 | SU2 | SUG | MO2 | MO2 | FU2 |     |     | 11     | 9.   |
| 2011 | Docomo Team Dandelion Racing | Honda | 4   | 6   | 10  | 6   | C   | DNF | DNF | 10  | 6   |     |     | 11     | 9.   |
| 2012 | Docomo Team Dandelion Racing | Honda | SU1 | MO1 | AUT | FU1 | MO2 | SUG | SU2 | SU2 | FU2 |     |     | 41,5   | 3.   |
| 2012 | Docomo Team Dandelion Racing | Honda | 6   | 4   | 2   | 13  | 5   | 1   | 1   | 6   | 1   |     |     | 41,5   | 3.   |
| 2013 | Docomo Team Dandelion Racing | Honda | SU1 | AUT | FU1 | MOT | INJ | SUG | SU2 | SU2 | FU2 |     |     | 15     | 7.   |
| 2013 | Docomo Team Dandelion Racing | Honda | 1   | DNF | 5   | DNF | C   | DNF | 10  | 9   | 15  |     |     | 15     | 7.   |
| 2014 | Drago Corse                  | Honda | SU1 | FUJ | FUJ | FUJ | MOT | AUT | SUG | SU2 | SU2 |     |     | 0      | –    |
| 2014 | Drago Corse                  | Honda |     |     |     |     |     |     | DNF | 14  | 14  |     |     | 0      | –    |
| 2015 | Real Racing                  | Honda | SU1 | OKA | FUJ | MOT | AUT | SUG | SU2 | SU2 |     |     |     | 4,5    | 13.  |
| 2015 | Real Racing                  | Honda | 7   | 7   | 11  | 10  | 12  | DNF | 8   | 15  |     |     |     | 4,5    | 13.  |

Anmerkungen
1. 1 2 3 4  Für den Fuji Sprint Cup wurden keine Punkte vergeben.

### Einzelergebnisse in der GP2-Serie
| Jahr | Team           | 1   | 2   | 3   | 4   | 5   | 6   | 7   | 8   | 9   | 10  | 11  | 12  | 13  | 14  | 15  | 16  | 17  | 18  | 19  | 20  | 21  | 22  | Punkte | Rang |
| ---- | -------------- | --- | --- | --- | --- | --- | --- | --- | --- | --- | --- | --- | --- | --- | --- | --- | --- | --- | --- | --- | --- | --- | --- | ------ | ---- |
| 2014 | ART Grand Prix | BRN | BRN | ESP | ESP | MON | MON | AUT | AUT | GBR | GBR | GER | GER | HUN | HUN | BEL | BEL | ITA | ITA | RUS | RUS | UAE | UAE | 26     | 18.  |
| 2014 | ART Grand Prix | 6   | 12  | 20  | 13  | DNF | DNF | 9   | 8   | 16  | 23* | 13  | 19  | 3   | 21* | 16  | 22  | DNF | 14  | 20  | 22  | 13  | 10  | 26     | 18.  |